# Colette Besson
Colette Besson (Saint-Georges-de-Didonne, Charente Marítimo; 7 de abril de 1946-La Rochelle, 9 de agosto de 2005) fue una atleta francesa especialista en los 400 metros lisos que fue campeona olímpica de esta prueba en los Juegos de México 1968
Antes de los Juegos de México era prácticamente una desconocida, y de hecho su clasificación para la final de los 400 metros ya se consideraba una sorpresa. La gran favorita para el oro era la británica Lillian Board, y a falta de solo 100 metros para la meta, Board lideraba la prueba, mientras Besson solo era quinta. Sin embargo en un increíble sprint final logró remontar posiciones y batir a Board justo sobre la línea de meta por una sola décima de segundo, alzándose con la medalla de oro con una marca de 52,0 Besson mejoraba así su mejor marca personal en casi dos segundos, batiendo el récord de Europa y haciendo la mejor marca mundial del año.
En los Campeonatos de Europa de Atenas 1969 estuvo a punto de lograr un nuevo título. En la final de los 400 metros, ella y su compatriota Nicole Duclos llegaron a la meta igualadas y muy distanciadas del resto con una marca de 51,7 que era además un nuevo récord mundial. Finalmente la foto finish dio como vencedora a Duclos, y Besson hubo de conformarse con la medalla de plata. 
En la final de la prueba de relevos 4 x 400 metros se vivió una situación similar, ya que Besson y Board eran las últimas relevistas de sus respectivos equipos y cruzaron la meta prácticamente igualadas, de nuevo con un récord del mundo de 3:30,8. Otra vez la foto-finish favoreció a Board y Gran Bretaña se hizo con la medalla de oro y Francia con la de plata. El equipo francés lo formaban por este orden Michele Mombet, Eliane Jacq, Nicole Duclos y la propia Besson.
Su última medalla en una competición intencional importante fue el bronce en los 400 metros de los Campeonatos de Europa en pista cubierta de Viena 1970.
Participó en los Juegos Olímpicos de Múnich 1972, donde fue eliminada en la segunda ronda de los 400 metros, y fue 4.ª con el equipo francés de relevos 4 x 400 metros, donde la victoria fue para Alemania Oriental seguidas de Estados Unidos y Alemania Occidental. El equipo francés lo formaban esta vez Martine Duvivier, Colette Besson, Bernadette Martin y Nicole Duclos.
Se retiró del atletismo en 1977. Luego fue profesora de educación física y entrenadora de atletismo. Desde 2002 presidía el consejo de administración del Laboratorio Nacional de Detección del Dopaje, una lacra que siempre combatió con energía y firmeza 
Falleció el 9 de agosto de 2005 víctima de un cáncer de mama que le había sido diagnosticado dos años antes. Estaba casada con Jean-Pierre Muller y era madre de dos hijas, Sandrine y Stéphanie.
Colette Besson está considerada como una heroína nacional en Francia, con calles y polideportivos que llevan su nombre, no solo por sus éxitos deportivos sino también por su gran carisma y simpatía.

## Resultados
- 1968

- Juegos Olímpicos de México - 1.ª en 400 m (52,0)

- 1969

- Campeonato de Europa de Atenas - 2.ª en 400 m (51,7), 2.ª en 4 × 400 m (3:30,8)

- 1970

- Campeonato de Europa Indoor de Viena - 3.ª en 400 m (53,6)

- 1971

- Campeonato de Europa de Helsinki - 7.ª en 400 m (53,7)
- Campeonato de Europa Indoor de Sofía - 4.ª en 800 m (2:07,5)

- 1972

- Campeonato de Europa Indoor de Grenoble - 4ª en 400 m (55,64)

- 1973

- Campeonato de Europa Indoor de Rotterdam- 6.ª en 800 m (2:08,61)

- 1975

- Campeonato de Europa Indoor de Katowice - 5.ª en 800 m (2:11,5)

## Marcas personales
- 200 metros - 23,4 (Zúrich, 04 Jul 1969)
- 400 metros - 51,7 (Atenas, 18 Sep 1969)
- 800 metros - 2:03,3 (Londres, 10 Sep 1971)